# Gitterbasisschaltung
Die Gitterbasisschaltung (englisch grounded grid) ist eine bei Hochfrequenz-Anwendungen angewandte Grundschaltung einer Elektronenröhre. Dabei wird das Steuergitter der Röhre auf Masse gelegt und das Eingangssignal ist mit der Kathode verbunden. Daraus ergibt sich eine relativ niedrige Eingangs-Impedanz. Die dazu analoge Grundschaltung mit Feldeffekttransistoren wird als Gateschaltung bezeichnet; die entsprechende Grundschaltung mit Bipolartransistoren heißt Basisschaltung.
Die Gitterbasisschaltung wird hauptsächlich bei Leistungsendstufen von Hochfrequenzverstärkern in Sendern, früher auch in UHF-Oszillatoren und Vorstufen, eingesetzt. Meist finden hierfür spezielle Trioden oder Scheibentrioden Verwendung, die über einen Gitteranschluss mit niedriger Leitungsinduktivität verfügen. Bei Scheibentrioden trennt das Gitter mit seinem ringförmigen Anschlusskontakt die Kammern des Anoden- und Kathodenkreises vollständig voneinander ab.
Auch Kathodenstrahlröhren, welche früher als Farbbildröhren verwendet wurden, werden an den drei Kathoden gesteuert; der Zweck ist hierbei ein günstigerer mechanischer Aufbau im Röhrenhals mit nur einem gemeinsamen Gitteranschluss, welcher zum Wehneltzylinder führt. Die Ansteuerschaltung muss den gesamten Anodenstrom liefern können. Die RGB-Signale kommen von der Matrixschaltung. Bei einfarbigen Bildröhren hingegen gibt es fallweise Kathoden- oder Gittersteuerung.
Bei der Verwendung als Leistungsendstufen muss bei Niederfrequenz mehr Steuerleistung aufgebracht werden als bei der alternativen Kathodenbasisschaltung, die Verstärkung ist geringer. Bei Hochfrequenz kehren sich jedoch die Verhältnisse teilweise um, hier entfalten Gitterbasisstufen die Vorteile:
- keine Rückwirkung aus dem Anodenkreis auf den Eingangskreis, daher
- keine Rückkoppelgefahr aufgrund der Phasenverschiebung zwischen Eingangs- und Ausgangssignal. Der Verstärker kann nicht mehr als unerwünschter Oszillator nach Huth-Kühn-Schaltung wirken.

Die kapazitive Rückwirkung auf die Gitterspannung, die bei der Kathodenbasisschaltung bei hohen Frequenzen zu einem Absinken der Eingangsimpedanz und bei noch höheren Frequenzen sogar zur Mitkopplung führen kann, entfällt.
Da die speisenden Signalquellen bei Hochfrequenz ohnehin niedrige Impedanzen aufweisen (z. B. 50 Ohm Wellenimpedanz), bleibt der Schaltungsaufwand zur Impedanzanpassung im Kathodenkreis der Röhre gering. 
Ein Vorteil der Gitterbasisschaltung ist die relativ geringe Schwingneigung (Selbsterregung), die Verstärker arbeiten stabiler als in Kathodenbasisschaltung. Dies ist insbesondere bei sehr hohen Frequenzen im VHF- oder UHF-Bereich nützlich.